# Конёво (Артинский муниципальный округ)
Конёво — деревня в Свердловской области, входящая в муниципальное образование Артинский городской округ. Входит в состав Сажинского сельского совета.

## Географическое положение
Деревня Конёво муниципального образования «Артинский городской округ» Свердловской области расположена в 25 километрах (по автотрассе в 35 километрах) на западу-юго-западу от административного центра — посёлка городского типа Арти, на обоих берегах реки Чишмакул (правый приток реки Бугалыш, бассейн реки Уфа) . Входит в состав Сажинского сельского совета. 

## История
Деревня основана в 1795 году выходцами из Златоустовской и Сыринской волостей Красноуфимского уезда. 

## Население
| 2002 | 2010 | 2021 |
| ---- | ---- | ---- |
| 297  | ↘244 | ↘197 |